# Racer free car simulator
Racer (Racer free car simulator) — кроссплатформенный бесплатный симулятор автомобильных гонок с закрытым исходным кодом. Издается в виде игрового движка, который содержит тестовую трассу, автомобиль и несколько утилит для редактирования. Существует документация на все файловые форматы игры. Симулятор использует драйверы OpenGL для рендеринга объектов. Существует возможность игры против компьютерного соперника или против человека по сети.
К симулятору создано огромное количество дополнений в виде машин и трасс, в основном переделанных из других игр.
Также использовался в полноценном симуляторе Hexatech при демонстрации возможностей устройства.

## Полноценные модификации, которые используют игровой движок Racer
- D1 Racer Drift Grand Prix — один из лучших симуляторов дрифта. На основе игры D1 Professional Drift Grand Prix Series разработчика Yuke’s Media Creations.
- Ru Racer — модификация с официального русского форума Russian Racer. В игру добавлены дополнительные трассы и машины, изменён интерфейс игры и искусственный интеллект противников.
- Concept Mod — модификация форума RSC. Добавляет множество вымышленных автомобилей.